# Wulf Henning Ernst Wilhelm von Rumohr
Wulf Henning Ernst Wilhelm von Rumohr (26. september 1814 på Runtoft – 19. november 1862) var en slesvigsk godsejer og politiker.
Han var søn af Christian August von Rumohr til Drølt og Runtoft (23. februar 1784 – 9. september 1839) og Sophie f. Hennings (1. juli 1786 – 19. juli 1876), tog 1838 juridisk eksamen i Kiel, blev samme år auskultant ved regeringen på Gottorp Slot, 1843 auskultant i Rentekammeret, 1844 kammerjunker, 1845 surnumerær kommitteret i Rentekammeret, 1846 regeringsråd i Slesvig. Samme år arvede han Runtoft efter sin broder landråd Christian August von Rumohr (26. maj 1809 – 27. marts 1846), som 1840-44 sad i Slesvig Stænder, og der tillagdes ham da en til det runtoftske fideikommis knyttet virilstemme i stænderne, da kongen troede at have ham på sin side. Dette viste sig hurtig at have været en fejltagelse, thi ikke alene bad Rumohr sig øjeblikkelig fritaget for pladsen i stænderne, men da oprøret udbrød 1848, søgte han straks sin afsked og tilbød samtidig den provisoriske regering sin tjeneste.
1852 valgtes han til provst for Skt. Hans Kloster i Slesvig, men kongen nægtede at stadfæste valget og fratog ham året efter virilstemmen i stænderne, som til gengæld 1855 valgte ham til medlem af Rigsrådet, hvor han stemte med Carl Scheel-Plessen. 1856 valgtes han til verbitter for Itzehoe Kloster og 1857 af godsejerne til stænderdeputeret. I samlingen 1860 i Flensborg var han oppositionens ordfører. Han døde 19. november 1862. 1850 blev han gift med Marianne Ullrich (f. 9. oktober 1828), datter af professor Franz Adam Ullrich i Hamborg.